# Aura D'Angelo
Aura D'Angelo, pseudonimo di Anita Cantalupo (Genova, 5 marzo 1936), è una cantante italiana, conosciuta nei primi anni sessanta.

## Biografia
Intraprende inizialmente studi lirici, ma nel 1958 passa alla musica leggera.
Prende parte al Festival di Sanremo 1961 con Notturno senza luna cantata in abbinamento con Silvia Guidi; nello stesso anno in coppia con Luciano Tajoli ottiene consensi alla manifestazione Giugno della Canzone Napoletana con il brano Eterno ammore.
Partecipa poi ad altre due edizioni del Festival: nel 1962 canta Quando il vento d'aprile in coppia con Claudio Villa mentre nel 1963 raggiunge la finale con Tu venisti dal mare insieme ad Arturo Testa.

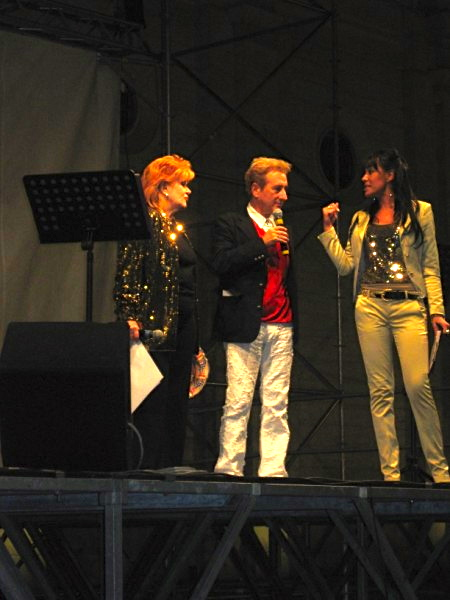
Aura D'Angelo al memorial di Pino Rucher

Seguono partecipazioni ad altre manifestazioni musicali come, Canzonissima 1961 e 1962 con la canzone Violino Tzigano, il Festival di Napoli 1964 e Partitissima del 1967 che la vide gareggiare nella squadra di Claudio Villa.
In seguito si dedica anche all'operetta e alla canzone dialettale genovese; negli ultimi anni è stata conduttrice radiofonica di programmi RAI accanto a Dario Salvatori, come la trasmissione notturna le Indimenticabili, un programma di riproposte di vecchie canzoni.
Il 5 ottobre 2008 ha partecipato al memorial di Pino Rucher (chitarrista Rai) a 12 anni dalla sua morte. La manifestazione è stata patrocinata dal Comune di Manfredonia e dalla provincia di Foggia.
Il 2 maggio 2010 ha partecipato, in qualità di identità famosa, alla trasmissione televisiva Soliti ignoti - Identità nascoste condotta da Fabrizio Frizzi.

## Discografia

### Singoli
- 1960 - Musicalità/Sere in grigio (Carosello, CI 20004)
- 1960 - Sempre no/Se nel cielo (Carosello, CI 20005)
- 1961 - Notturno senza luna/Mandolino... Mandolino... (Carosello, CI 20016)
- 1961 - Al di là/Febbre di musica (Carosello, CI 20017)
- 1961 - La maschietta futurista/Ballata del pover uomo (Carosello, CI 20018)
- 1961 - E la vita continua/Il sole non tramonta (Carosello, CI 20021)
- 1961 - Nulla rimpiangerò/Noi innamorati (Carosello, CI 20031)
- 1961 - Eterno ammore/Si nun se chiamma ammore (Carosello, CI 20038)
- 1961 - Una canzone per l'estate/Mi sento tua (Carosello, CI 20047)
- 1961 - Ton adieu/Ancora (Carosello, CI 20048)
- 1962 - Fantastico amore/Ponte verso il sole (Carosello, CI 20056)
- 1962 - Quando il vento d'aprile/Addio... Addio... (Carosello, CI 20057)
- 1962 - Baciami a Capri/Sbruffon twist (Carosello, CI 20073)
- 1962 - Scugliera/Sbruffon twist (Carosello, CI 20074)
- 1963 - Tu venisti dal mare/Violino tzigano (Carosello, CI 20082)
- 1963 - Cambiati la faccia/Nulla rimpiangerò (Carosello, CI 20086)
- 1964 - Forza Lazio/Una risposta (Carosello, CI 20115)
- 1964 - ... E si nun fosse overo...?/Teneramente (Carosello, CI 20133)
- 1967 - La città triste/Oggi con te domani chissà (Durium, CNA 9189)
- 1967 - Non mi devi niente/Ma come posso amare te! (Durium, CNA 9217)
- 1967 - Sola più che mai/Non mi devi niente (Durium, ?)
- 1968 - Questa è la verità/La ricchezza (Durium, Ld A 7589)
- 1972 - Il libro dell'amore/Piccola follia (Napoleon, NP 1012)
- 1978 - Giuseppe/Caro non fare l'avaro (C&M, PN 037)
- 1980 - Meglio ridere/E tu lo chiami amore (C&M, PN 053)
- 1982 - L'Allegria/L'estae (C&M, ZBCM 7277)
- 1987 - Prima/Donne così (artist center, CNE 011)
- 1992 - Rionda/Malinconia (Pinciana, PMX 2070)

### Album
- 1973 - Dammi un bacio e ti dico di si (Cinevox, SC 33/16)
- 1981 - Periferia (C&M, PNQ 074)
- 1998 - Aura D'Angelo canta Fabor (Ring)
- 2008 - Le indimenticabili (Ring)
- 2008 - Dal mondo... con Genova nel cuore (De Ferrari & Devega)

## Filmografia
- Gli eroi del doppio gioco, regia di Camillo Mastrocinque (1962)
- Un caso di coscienza, regia di Gianni Grimaldi (1970)